# 耐候钢
耐候钢是一类合金钢，在室外曝露几年后能在表面形成一层相对比较致密的锈层，因而不需要涂油漆保护。耐候鋼以「Corrosion resistance」（耐蝕）及「Tensile strength」（拉伸強度）縮寫而為商標名的「COR-TEN」最為人所知，故英文常以「Corten Steel」代稱耐候鋼。不同不鏽鋼可以完全不生鏽，耐候鋼只是表面氧化不會深入內部，具有像銅或鋁的防蝕特色。
COR-TEN的商標目前由美國鋼鐵公司所持有。 美鋼2003年時把端切鋼板事業賣給國際鋼鐵集團（該集團2006年被收購成為後來的安賽樂米塔爾），但美鋼仍然有在販賣COR-TEN牌子的耐候鋼板材及片材。

## 特性
耐候鋼之所以耐候，肇於特別設計的化學組成、化學成分分佈，使之得以在環境天候的影響下於材料表面形成保護層，而比多數鋼種(如不鏽鋼除外)來得耐蝕耐候。
耐候鋼中特別設計的合金元素分佈提供保護層，進而產生緩蝕效果。耐候鋼表面的保護層會隨天候影響緩慢地增長再生。簡言之，該鋼種就是靠表面產生鏽皮來形成保護層。
| 規格等級  | 碳   | 矽        | 錳        | 磷        | 硫    | 鉻        | 銅        | 釩        | 鎳   |
| --------- | ---- | --------- | --------- | --------- | ----- | --------- | --------- | --------- | ---- |
| Cor-ten A | 0.12 | 0.25–0.75 | 0.20–0.50 | 0.01–0.20 | 0.030 | 0.50–1.25 | 0.25–0.55 |           | 0.65 |
| Cor-ten B | 0.16 | 0.30–0.50 | 0.80–1.25 | 0.030     | 0.030 | 0.40–0.65 | 0.25–0.40 | 0.02–0.10 | 0.40 |

耐候鋼的機械性質取決於合金配方和材料厚度。

### ASTM A242
對原始的A 242合金而言，經過中低度軋延成型的工件或厚度為0.75英寸（19）板材，其降伏強度為50千英磅每平方英寸（340帕斯卡），極限抗拉強度為70千英磅每平方英寸（480帕斯卡）。同樣的A 242合金，經過中度重量軋延成型的工件或厚度為0.75—1英寸（19—25）板材，其降伏強度為46千英磅每平方英寸（320帕斯卡），極限抗拉強度為67千英磅每平方英寸（460帕斯卡）。而對同樣的合金，但厚達1.5—4英寸（38—102）的軋製部分或板材，其降伏強度為42千英磅每平方英寸（290帕斯卡），極限抗拉強度為63千英磅每平方英寸（430帕斯卡）。

### ASTM A588
A 588 合金而言，對所有軋延加工成型的型鋼及厚度達4英寸（100）的板材 ，其降伏強度為50千英磅每平方英寸（340帕斯卡），極限抗拉強度為70千英磅每平方英寸（480帕斯卡）。厚度範圍落於4—5英寸（100—130）的板材，其降伏強度至少有46千英磅每平方英寸（320帕斯卡），極限抗拉強度至少有67千英磅每平方英寸（460帕斯卡）。而厚度介於5—8英寸（127—203 mm）的板材，其降伏強度至少有42千英磅每平方英寸（290帕斯卡），極限抗拉強度至少有63千英磅每平方英寸（430帕斯卡）。

## 用途
- 由于有独特的粗犷外表、骨董感的鏽皮，耐候钢被大量用于藝術用途如雕刻、建築等。
  - 耐候鋼不怕日曬雨淋，在雕刻方面很適合公共藝術、室外雕塑和建筑外墙装饰。較著名者有“芝加哥的毕加索（英语：Chicago Picasso）”、“支點（英语：Fulcrum (sculpture)）”、“北方天使”、馬納舍·卡迪希曼的“懸空(Suspended)”、羅伯特·印第安納的希伯來文版“LOVE（英语：Love (sculpture)）”、公共藝術"獅威虎嘯"等等。
  - 耐候鋼亦被用于建築、建設、桥梁或其它巨大的结构中，兼具防腐蝕、結構支撐功能與藝術價值。比較側重藝術價值的例如1964年最早採用耐候鋼的建築約翰迪厄世界總部（英语：John Deere World Headquarters）、澳大利亚当代艺术中心（英语：Australian Centre for Contemporary Art）、塔斯馬尼亞島的新舊藝術博物館（英语：Museum of Old and New Art）、巴克萊中心、奧登斯大學（英语：Odense University）主建物、新河峽大橋、紐堡–比肯大橋（英语：Newburgh–Beacon Bridge）、丹麥支撐高架電纜的電線桿等等。但也有如英國M25高速公路的板樁零件等僅著重功能的應用。
- 在海洋运输中，耐候钢用于制造货柜。[8]
- 耐候鋼用的鉻、鎳等合金元素都比不鏽鋼來得少，價格通常也比不鏽鋼來得便宜。在某些時候，耐候鋼是兼顧耐蝕與經濟的不鏽鋼替代品。1971年聖路易斯車輛廠（英语：St. Louis Car Company）為伊利諾中央鐵路建造的雙層電聯車是經典案例，該公司採用耐候鋼來取代當時軌道車常用的不鏽鋼成功地降低成本。1979年龐巴迪公司以耐候鋼車體及類似的規格承攬了伊利諾中央鐵路的後續訂單，並在生產時對車體上漆。然而此次耐候鋼車體的壽命卻不如預期，使用年限還沒到軌道車就開始出現鏽蝕孔洞。後來的分析多把此問題歸因於漆，認為上了漆的耐候鋼耐蝕性無異於傳統鋼鐵，因為在細小的漆剝落處無法及時產生鏽斑（英语：patina）保護層。這批軌道車在2016年以前已退除完畢。[9]

建築物

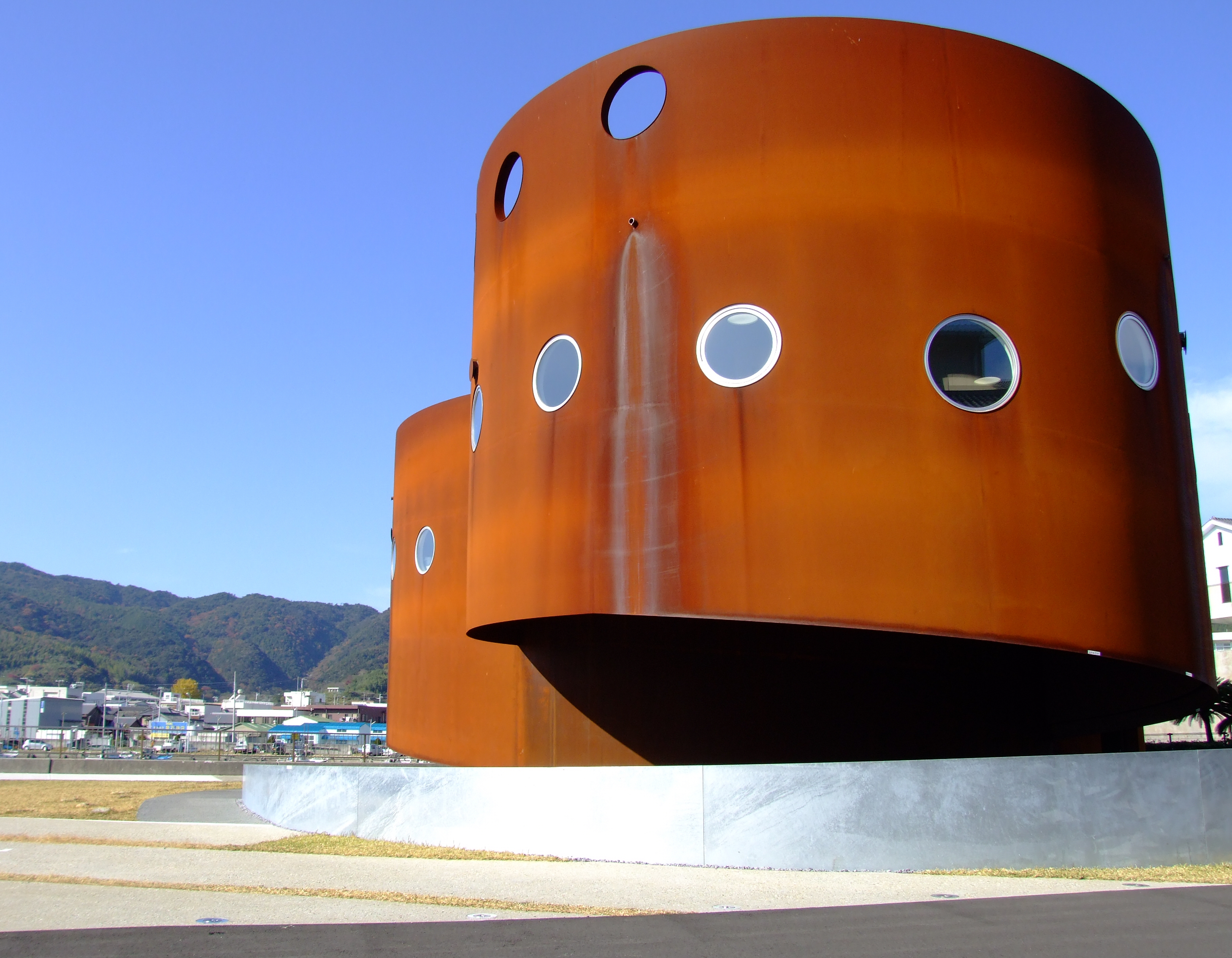
福良港海嘯防災避難所
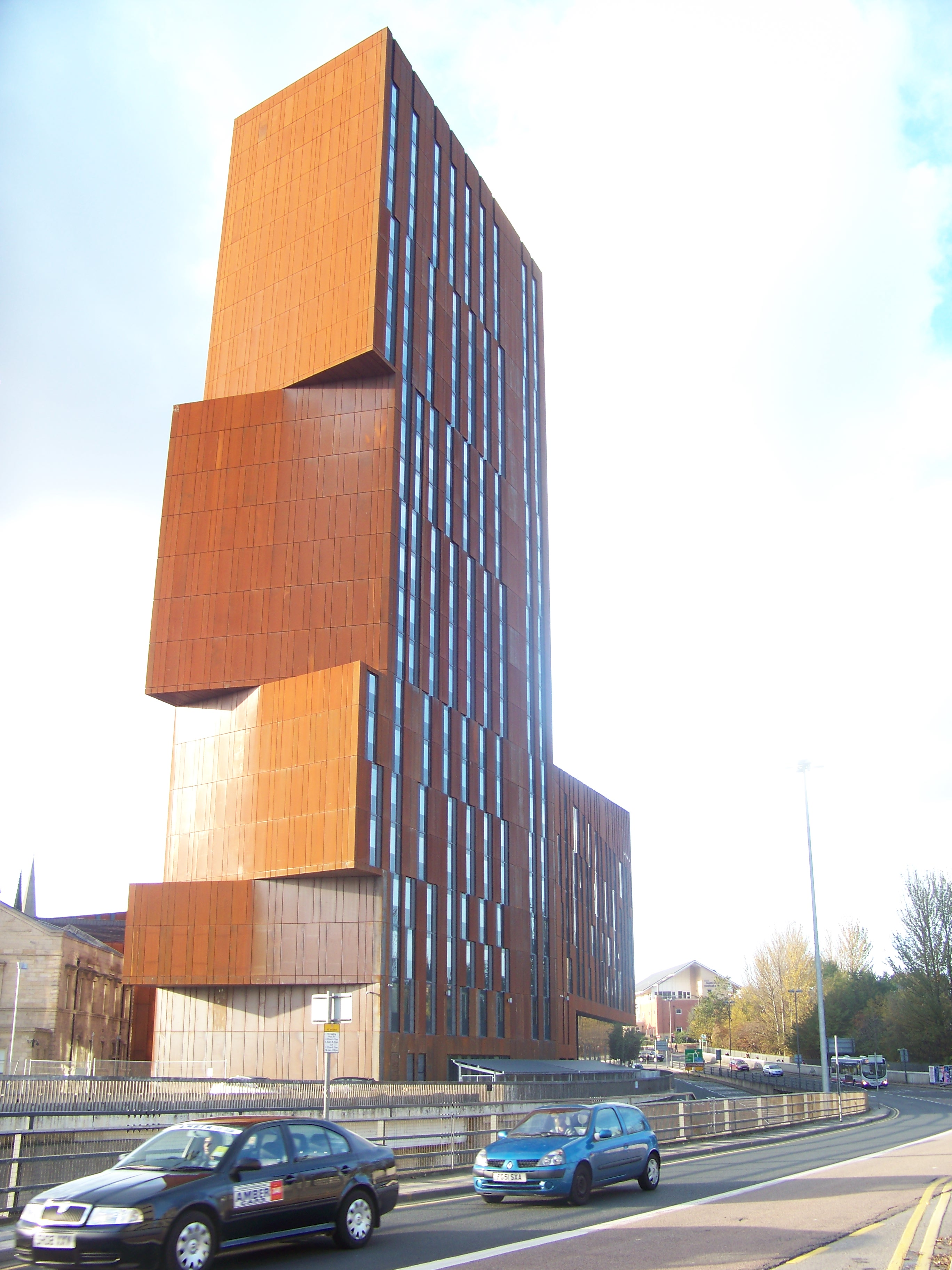
里茲廣播塔（英语：Broadcasting Tower, Leeds），整棟廣播塔以耐候鋼包覆，70米的鏽色大樓在里茲獨樹一格
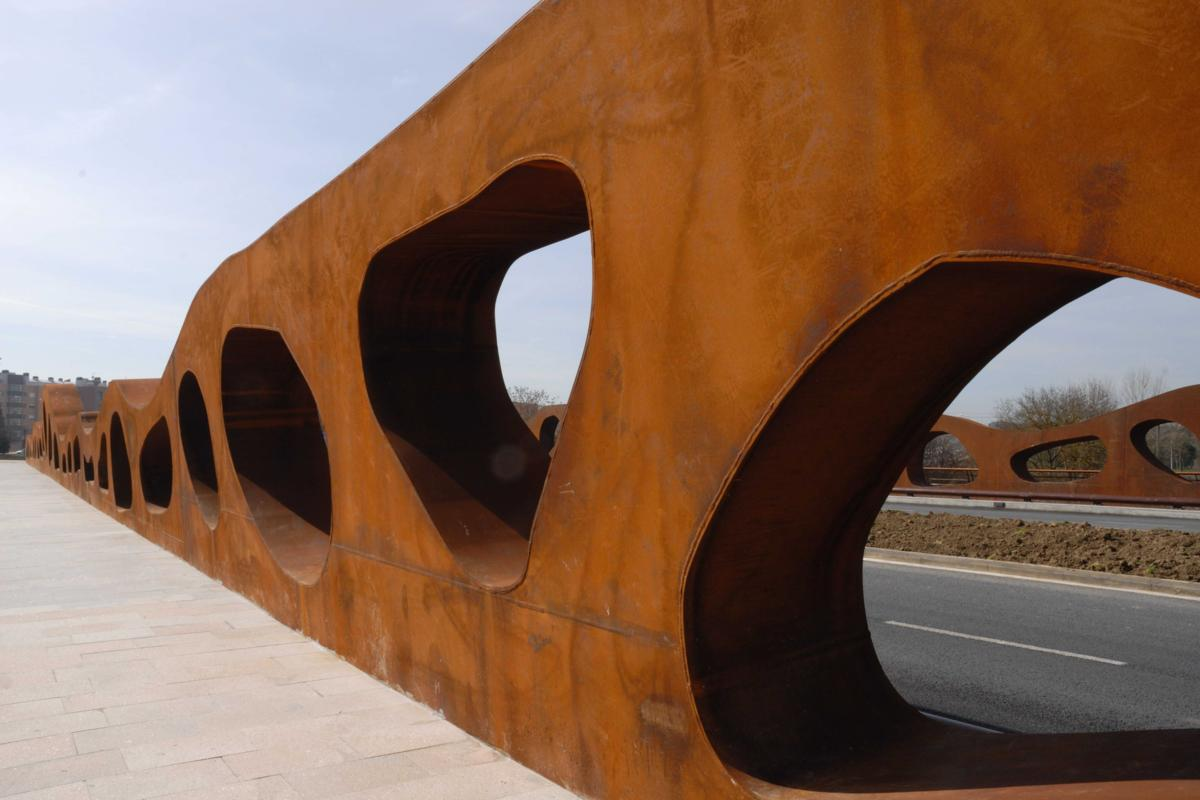
巴斯克地區維多里亞-加斯泰茲阿貝楚柯（英语：Abetxuko）的阿貝楚柯橋（英语：Abetxuko Bridge），由PEDELTA公司的橋梁建築師胡安·索布里諾（英语：Juan Sobrino）所設計
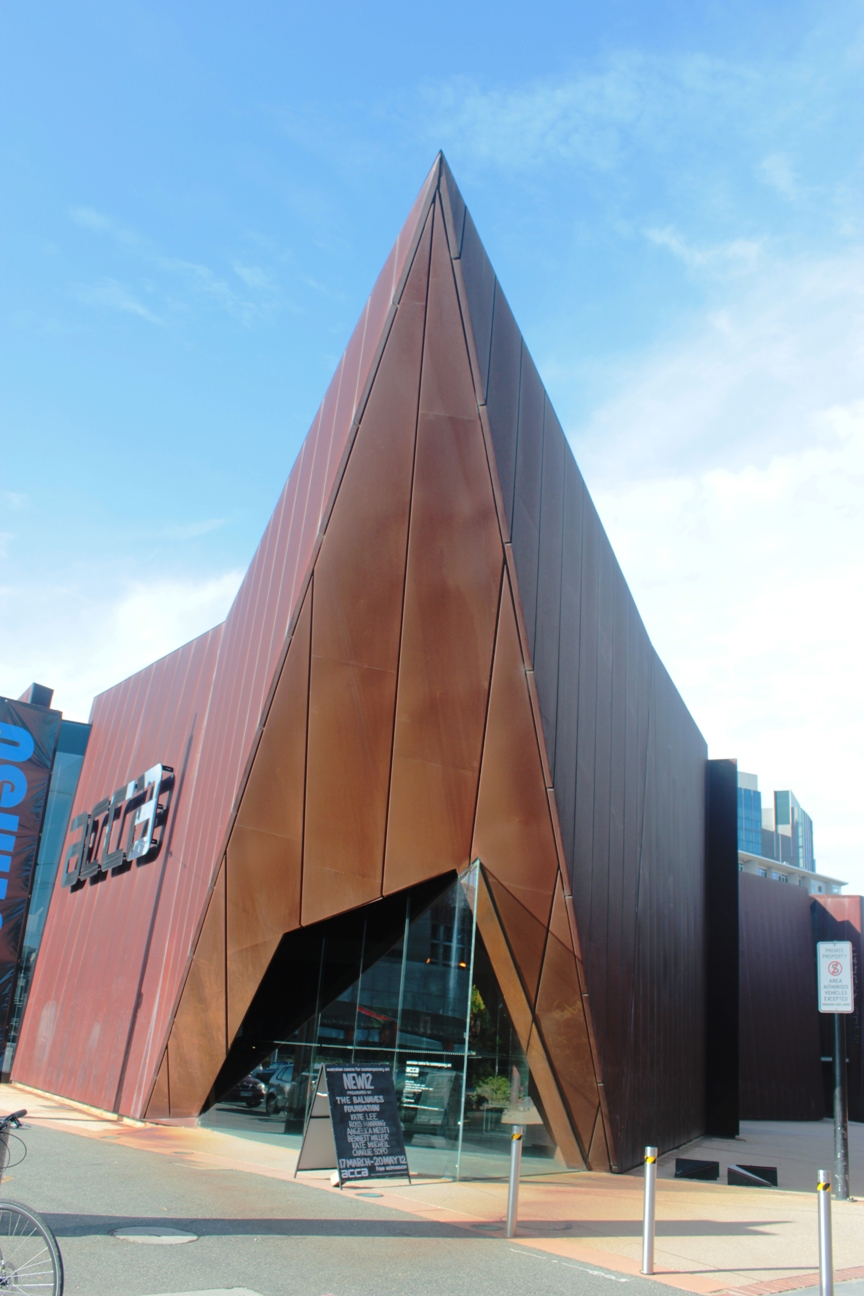
澳大利亞當代藝術中心（英语：Australian Centre for Contemporary Art）的入口

藝術品

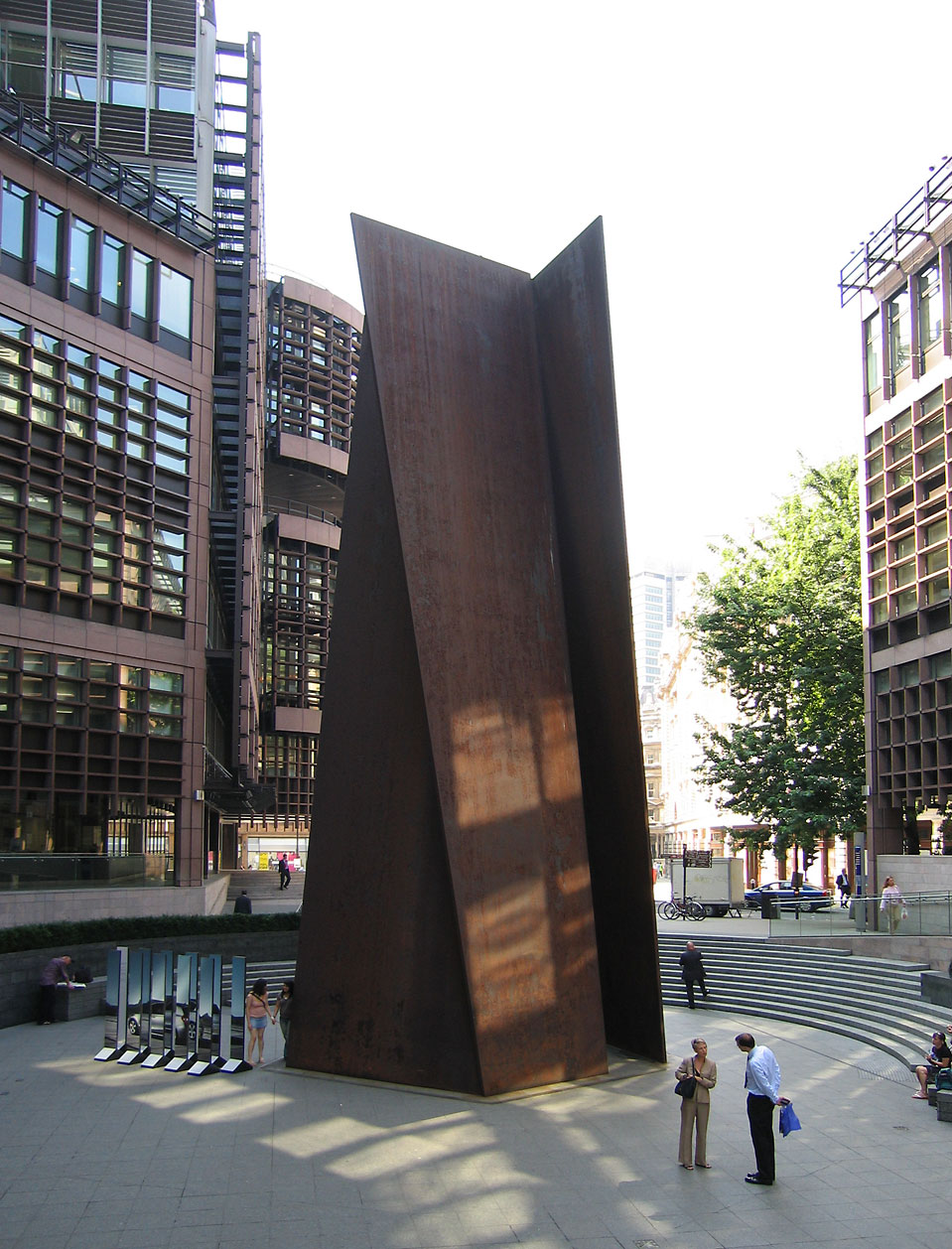
雕塑家里查·塞拉使用耐候钢為素材的作品—Fulcrum 1987，位於倫敦利物浦街車站，約高16.7公尺。
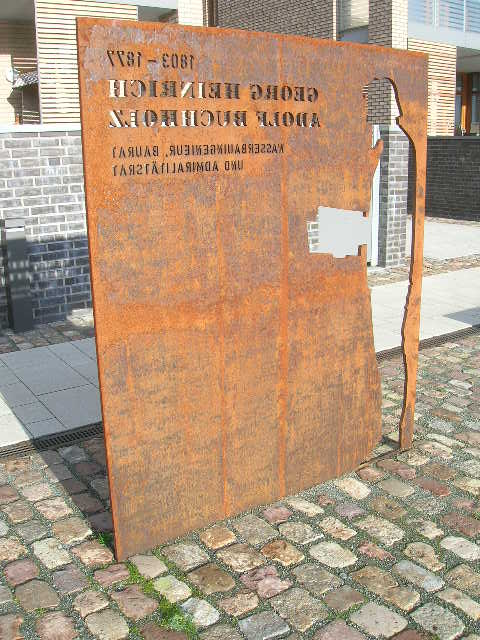
不来梅哈芬的“研究者（德语：Forschermeile）”紀念碑，記載五個科學家、探險家的名子
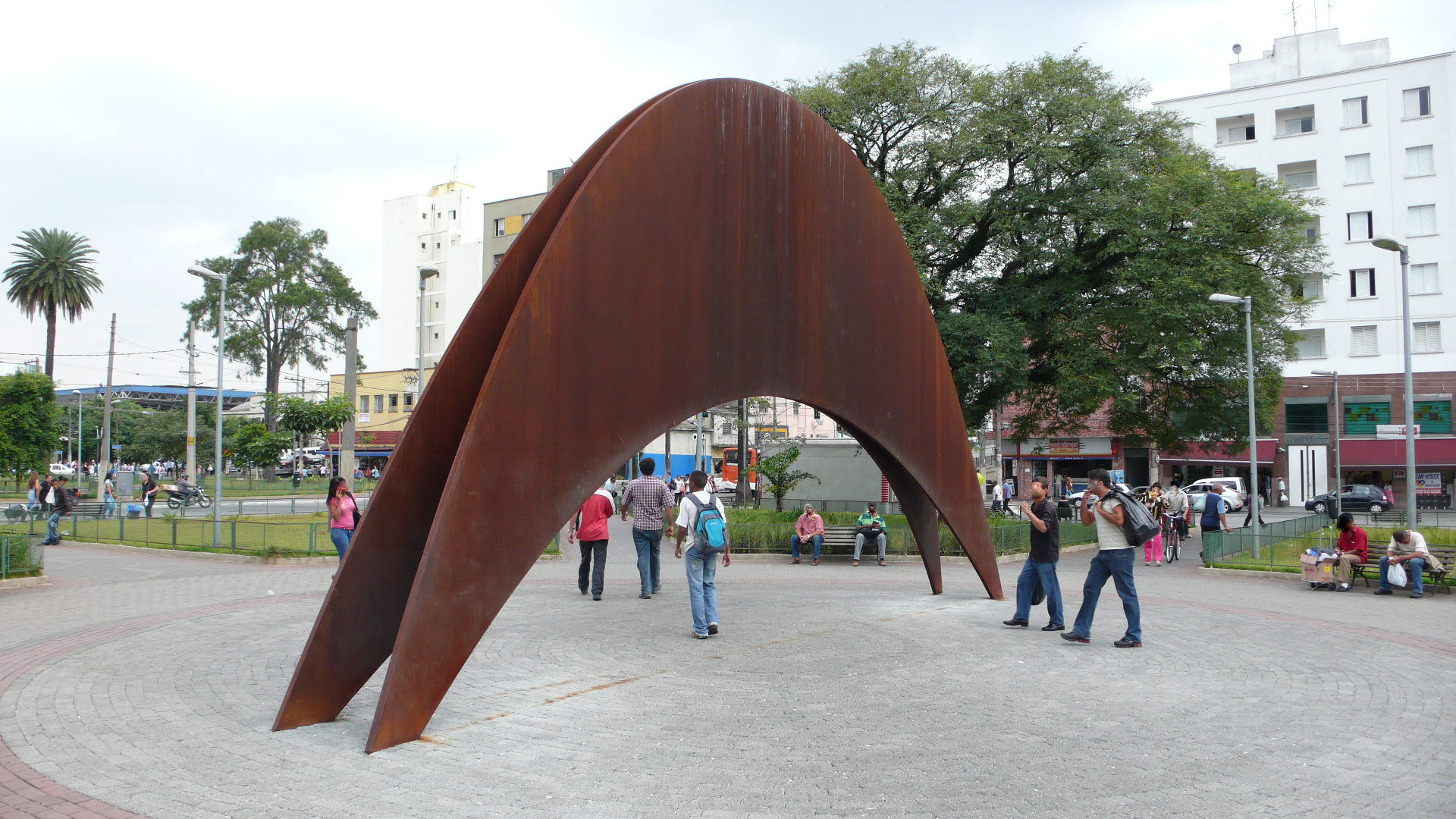
聖保羅的一個耐候鋼製公共藝術

## 存在的问题
耐候钢的使用尚面临以下几个问题：
- 焊接点的腐蚀：焊接点的氧化速率必须和其它用料相同，这需要特殊的焊接材料和技术。
- 积水腐蚀：耐候钢并非不锈钢，如果耐候钢的凹位中有积水，该处的腐蚀速率将变快，因此必须做好排水。
- 富盐空气环境：耐候钢对夏威夷这样的富盐空气环境较敏感。在这样的环境中，表层保护膜可能阻止不了内部的进一步氧化。
- 掉色：耐候钢表面的锈层可使它附近的物体表面变得锈迹斑斑。